# Veine faciale

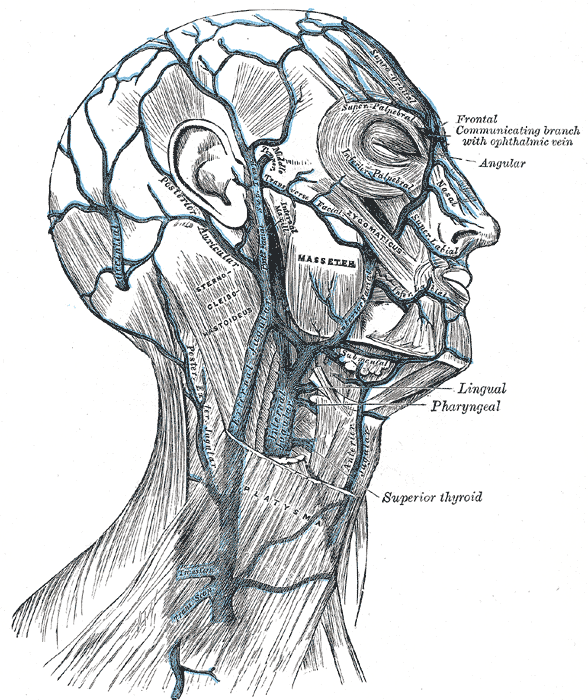
Veines de la tête et du cou

La veine faciale chemine sous le fascia cervical superficiel. Elle naît de l'angle médial de l'œil et descend le long du muscle buccinateur et de l'os mandibule accompagnant l'artère faciale jusqu'à rejoindre le réseau veineux profond (tronc thyro-linguo-facial) en traversant le muscle platysma. Elle reçoit plusieurs veines sur son trajet :
- veines de l'aile du nez
- veines labiales supérieures
- veines du plexus veineux ptérygoïdien
- veine rétro-mandibulaire, …

Elle se draine dans la veine jugulaire interne